# You Don’t Know Me (singel Raya Charlesa)
You Don’t Know Me to piosenka napisana przez Cindy Walker i Eddy’ego Arnolda w 1955 roku, a nagrana tego samego roku przez Arnolda. Pierwsza wersja utworu, która znalazła się na liście Billboard została wykonana przez Jerry’ego Valle’a w 1956 roku. Z kolei nagranie Arnolda, dwa miesiące później, uplasowało się na miejscu #10 notowania muzyki country.
Najpopularniejszą wersję piosenki nagrał Ray Charles. Utwór w jego wykonaniu zajął miejsce #2 na liście Billboard. Charles kilkadziesiąt lat później ponownie nagrał własną wersję piosenki, tym razem z Dianą Krall, która została umieszczona na jego albumie Genius Loves Company.
„You Don’t Know Me” była wykonywana i nagrywana przez setki artystów, takich jak m.in. Elvis Presley, Bob Dylan i Willie Nelson. Dodatkowo piosenka została zaśpiewana przez Meryl Streep w filmie Postcards from the Edge.

## Covery
- Eddy Arnold (1955)
- Jerry Vale (1956)
- Lenny Welch (1959)
- Ray Charles (1962)
- The Band (1964)
- Elvis Presley (1967)
- Ray Pennington (1970)
- Kenny Loggins (1977)
- Mickey Gilley (1981)
- Richard Manuel (1985)
- The Heptones (1986)
- Israel Kamakawiwoʻole (1990)
- Allen Toussaint (1994)
- Van Morrison (1995)
- Jann Arden (1997)
- Patricia Barber (2000)
- Michael Bolton (2003)
- Harry Connick Jr (2004)
- Peter Cincotti (2004)
- Michael Bublé (2005)
- Willie Nelson (2006)
- Russell Watson (2007)
- Michael Grimm (2010)